# Дубровиця (Яворівський район)
Ду́бровиця (пол. Dąbrowica) — село в Україні, у Яворівському районі Львівської області. Населення становить 491 осіб. Орган місцевого самоврядування — Івано-Франківська селищна рада.
Село розташоване серед пагорбів Розточчя. Через північну частину села, Млинки, проходить Головний європейський вододіл. На захід від села розташована частина Яворівського національного природного парку, на схід — ландшафтний заказник Климова дебра.

### Історія Церкви с. Дубровиця
Церква Покрови Пресвятої Богородиці с. Дубровиця була побудована в 1902 році під керівництвом отця Іллі Лаголи, який правив у с. Дубровиця до 1944 року. Мурований храм збудовано за проектом архітектора Нагірного Василя Степановича.
Дерев'яний позолочений іконостас у стилі бароко цінний своєю різьбою. Іконостас робили жовківські майстри (на жаль, записи про майстрів були знищені). Однак іконостас встановили через декілька років, оскільки його возили на виставку у Відень, де зайняв призове місце.
Три дзвони з гарним звуком було чути на всю округу. Під час війни два дзвони забрали німці, а один дзвін — Іллія — не могли зняти й він залишився донині.
Цінністю церкви є також відреставрований бічний престол Знаменської Матері Божої, який залишився зі старої церкви.

Давня церква з XVI століття у селі Дубровиця, розібрана у 1902-1908 роках.

Стару дерев'яну церкву, якій було приблизно 350 років, розібрали. Деякі ікони спалили, решту знищили, але залишився шедевр — це ікона «Покрова Богородиці», яку віднайшов у селі Дубровиці тодішній директор львівського музею І. Свєнцицький під час чергової експедиції й привіз її до Львова 13 липня 1908 року.
«Покрова Богородиці» написана у 1560-ті роки майстром Галицької школи Дмитрієм. Це творіння з унікальної, найбільшої у світі збірки ікон візантійського характеру та водночас найбільшої у світі колекції українських ікон. Уже після Другої світової війни, у 1956 р., постало питання про перенесення збірки ікон в інше місце, щоб звільнити зали музею «для актуальнішої тематики». Ікона «Покрова Богородиці» зберігалася в недіючому на той час Вірменському соборі, звідки в 1984 р. була викрадена. В 2011 році Львів знову отримав цю святиню з рук російського мецената І. Возякова. За його словами, у світі дуже небагато збірок, які б могли зрівнятися зі львівською якістю та багатством іконопису. Тепер врятована ікона зберігається в Національному музеї імені Андрея Шептицького у Львові з таким написом: «Майстер Дмитрій. Покрова Богородиці. 1560-і рр., с. Дубровиця, Львівська обл. Дошка липова, темпера, сріблення, рельєф. Дар Ігоря Возякова (Росія)».
У храмі також є  запрестольні ікони Архистратига Михаїла з с. Великої Вишеньки з нової і старої церков, які люди передали на зберігання під час виселення.
З 1 жовтня 1972 року парохом церкви є о. Микола Кушнір. В 2010 році церкву було перекрито й реставровано ззовні, а в 2012 році реставровано іконостас.

## Населення

### Мова
Розподіл населення за рідною мовою за даними перепису 2001 року:
| Мова       | Кількість | Відсоток |
| ---------- | --------- | -------- |
| українська | 490       | 99.8%    |
| російська  | 1         | 0.2%     |
| Усього     | 491       | 100%     |

## Відомі особистості

### Народилися
- Білик Андрій Богданович — солдат Збройних сил України; учасник російсько-української війни (2014—2017)

### Загинули
- Гевак Андрій («Шишка»; 1923, с. Поляни Жовківського р-ну Львівської обл. — 21.12.1945) — кулеметник сотні УПА «Холодноярці ІІ» (?-12.1945). Загинув у бою з облавниками. Будучи тяжко пораненим, застрелився, щоб не потрапити живим до рук ворога. Старший стрілець (?), старший вістун (з датою смерті); відзначений Бронзовим хрестом бойової заслуги (5.09.1946)[2].

## Галерея

Місце, де проходить лінія Головного європейського вододілу
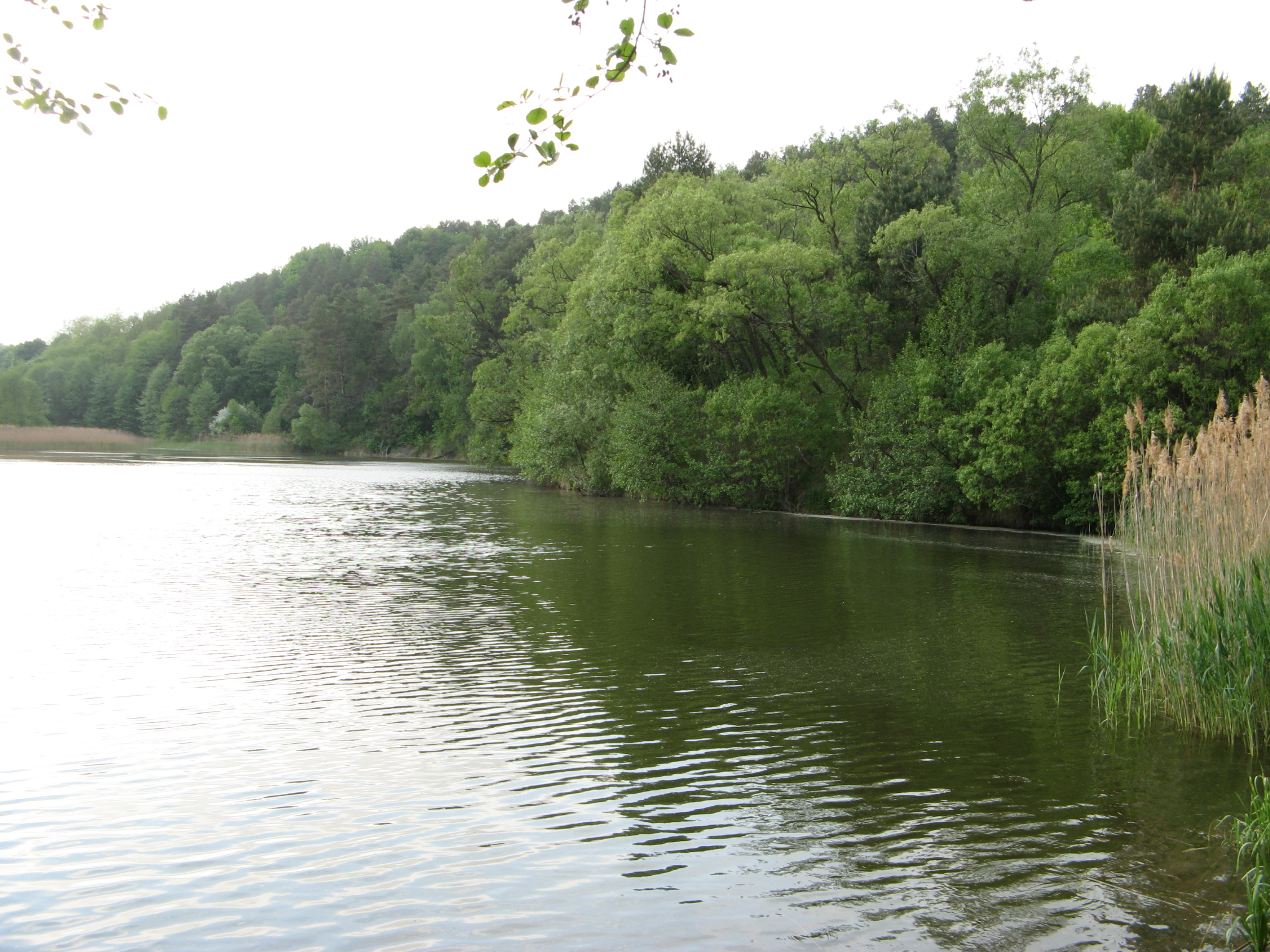
Став у Млинках
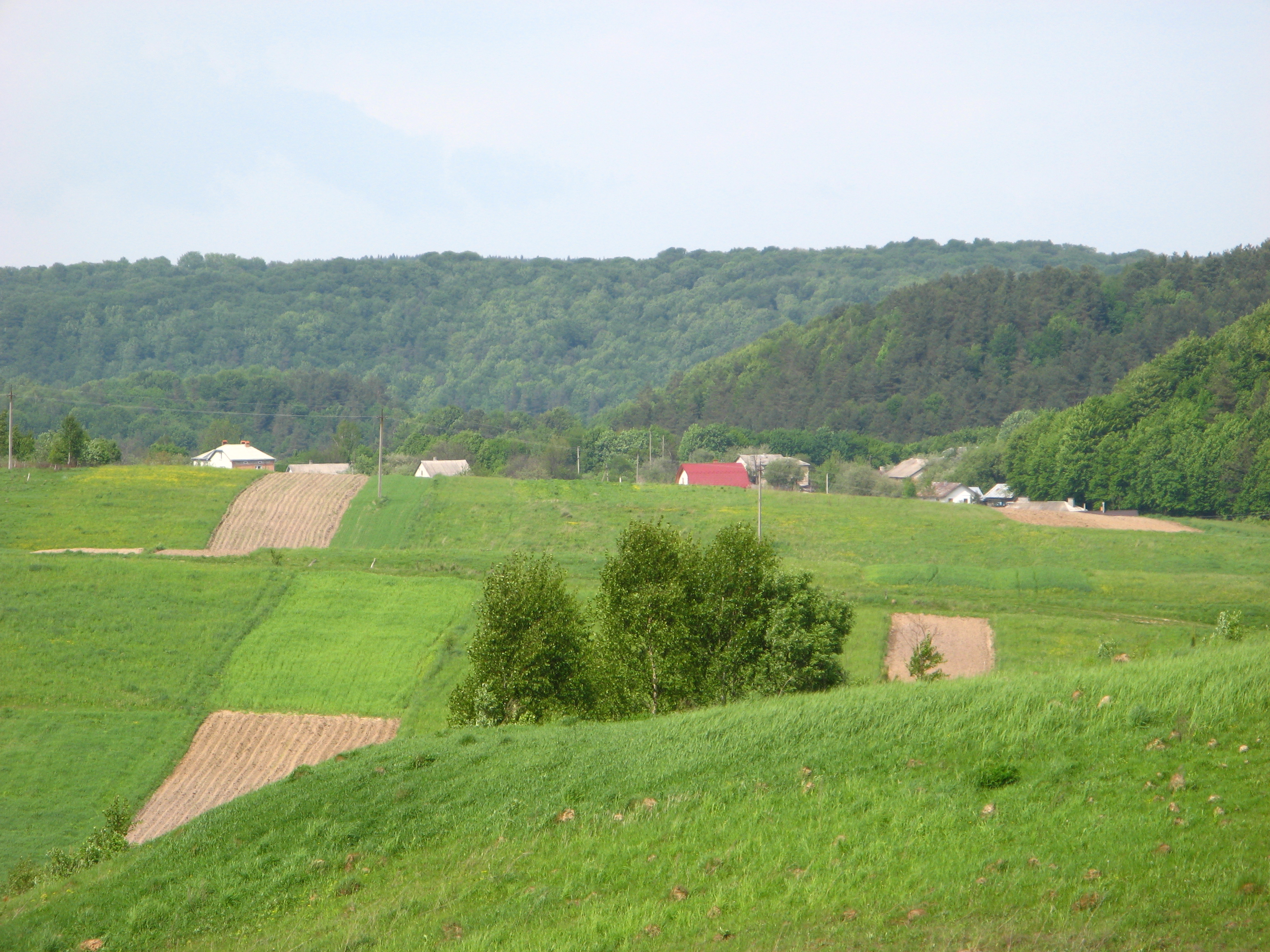
Млинки (північна частина Дубровиці) та пагорби Розточчя
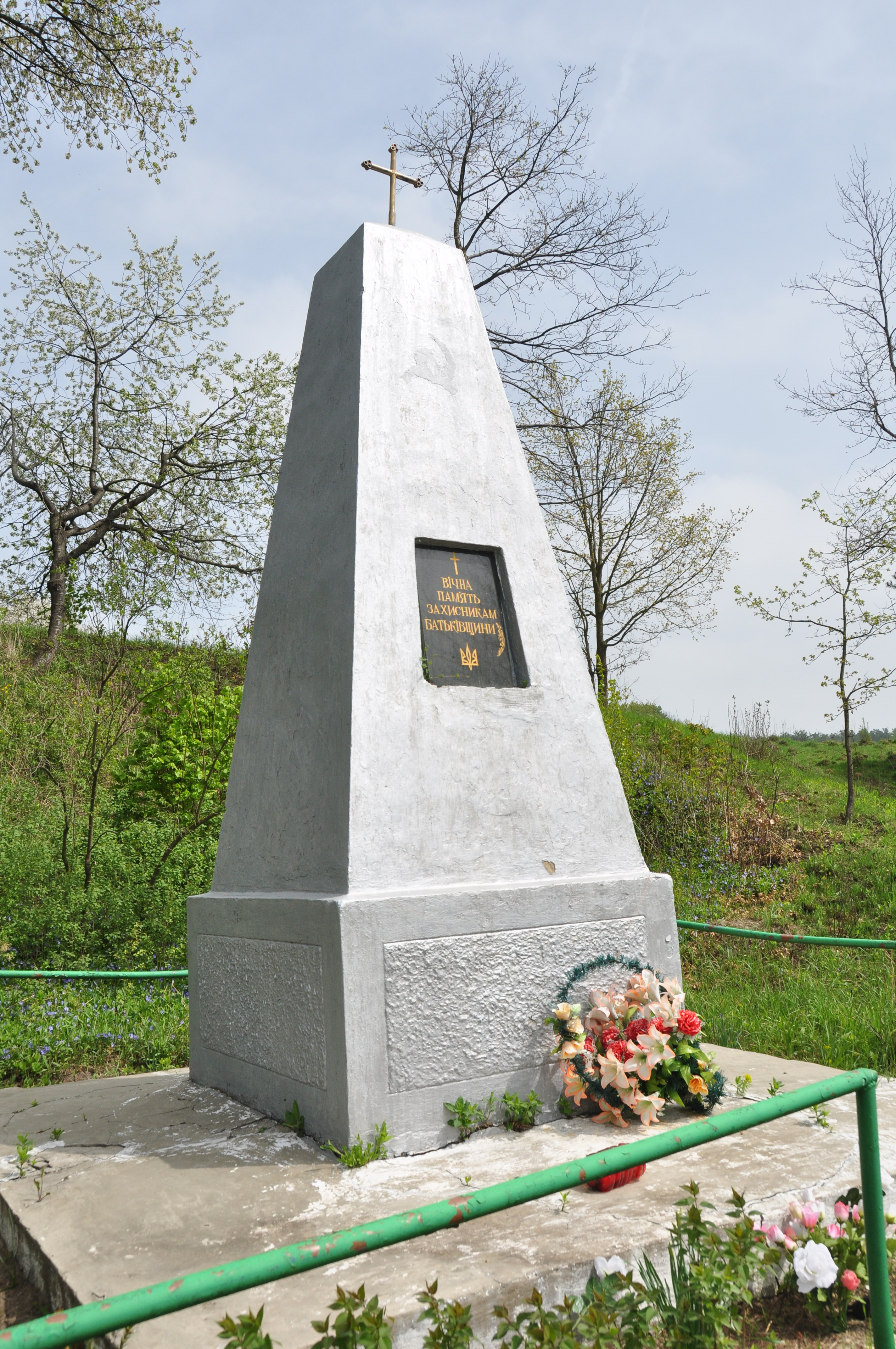
Обеліск захисникам батьківщини в Дубровиці
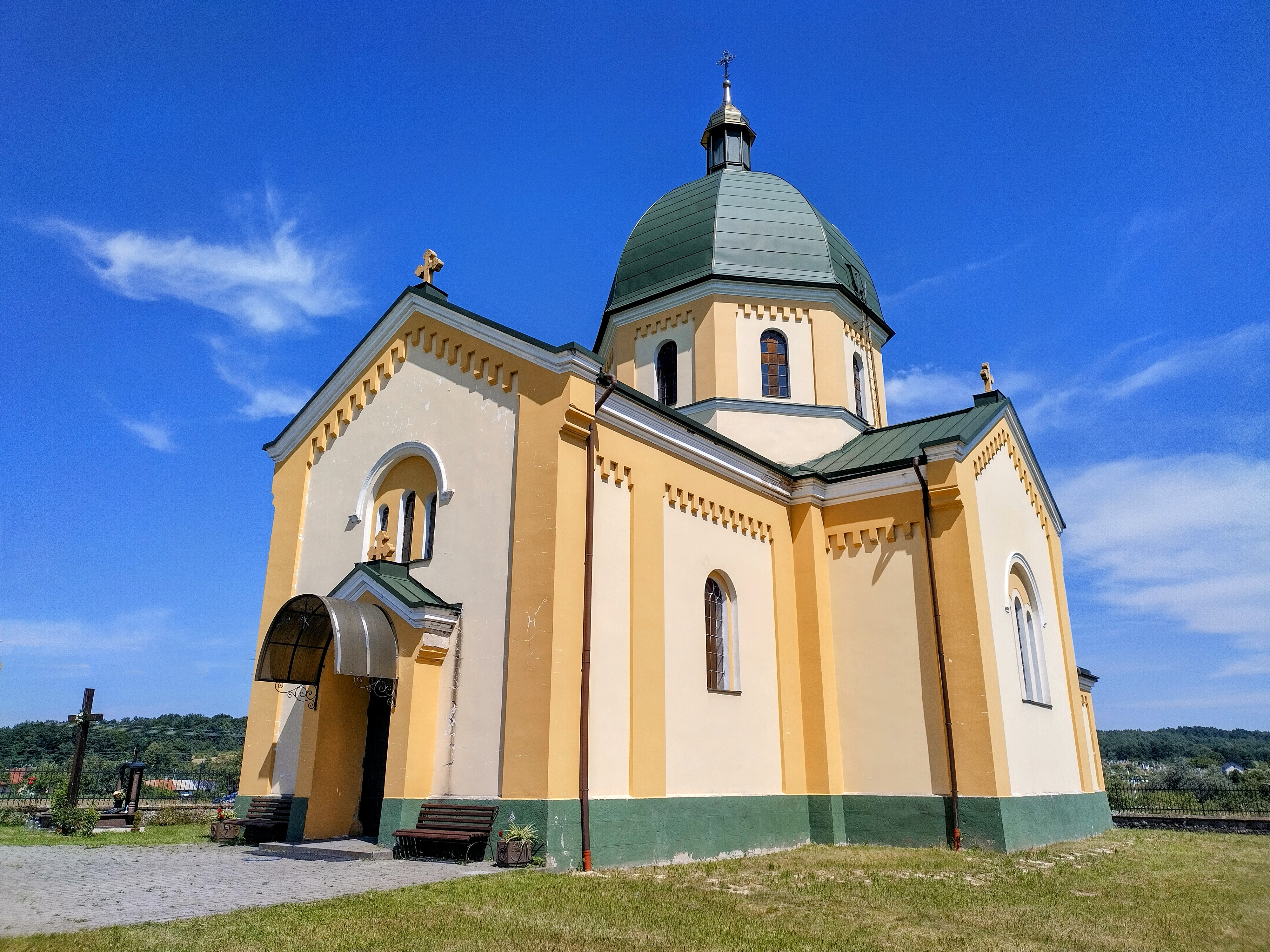
Церква Покрови Пресвятої Богородиці